# 孔多里略山 (桑科斯區)
14°09′10″S 74°21′30″W / 14.15278°S 74.35833°W
孔多里略山（Kunturillu），是秘魯的山峰，位於該國中南部阿亞庫喬大區，由萬卡桑科斯省的桑科斯區負責管轄，屬於安地斯山脈的一部分，海拔高度4,400米。